# Mamie Van Doren
Mamie Van Doren ( /ˈmeɪmi_væn_ˈdɔːrən/; nacida como Joan Lucille Olander; 6 de febrero de 1931) es una actriz, cantante, modelo y símbolo sexual estadounidense que alcanzó la fama en las décadas de 1950 y 1960. Una blonde bombshell, es una de las "Three M's" junto con Marilyn Monroe y Jayne Mansfield, que eran amigas y contemporáneas. En 1953, Van Doren, entonces llamada Joan Lucille Olander, firmó un contrato de siete años con Universal, que esperaba que fuera su versión de Marilyn Monroe. Durante su estancia en Universal, protagonizó dramas para adolescentes, películas de explotación, musicales y comedias, entre otros géneros. Se casó cinco veces y mantuvo relaciones íntimas con muchos otros actores de Hollywood. Fue una de las principales símbolos sexuales de la década de 1950.
Van Doren nació y creció en Rowena, Dakota del Sur, pero sus padres se trasladaron a Sioux City, Iowa, y finalmente a Los Ángeles, California, en 1942, antes de casarse con Jack Newman. En 1949, con dieciocho años, ganó Miss Palm Springs y Miss Eight Ball. Como Miss Eight Ball, fue descubierta por el productor cinematográfico Howard Hughes, quien la incluyó en las películas de RKO His Kind of Woman (1951), Two Tickets to Broadway (1951) y Jet Pilot (1957) con papeles secundarios. En 1950, salía con el boxeador de pesos pesados Jack Dempsey en Nueva York y estaba comprometida con él. Sin embargo, lo dejó para regresar a Los Ángeles. El 20 de enero de 1953, Van Doren firmó un contrato con Universal, que quería que Van Doren fuera su equivalente de Marilyn Monroe. Durante su estancia en Universal, cambió su nombre por el de Mamie Van Doren. La parte de "Van Doren" se debió a que Universal le dijo que era más holandesa que sueca, y la parte de "Mamie" se debió a la entonces primera dama Mamie Eisenhower.
Durante su estancia en Universal, Van Doren protagonizó películas como The Second Greatest Sex (1955), Running Wild (1955) y The All American (1953). Fuera de Universal, protagonizó Untamed Youth (1957), Teacher's Pet (1958), High School Confidential! (1958), Born Reckless (1958), The Beat Generation (1959) y Sex Kittens Go To College (1960). Actuó en programas de televisión como What's My Line, The Jack Benny Program y The Bob Cummings Show. Después de que Universal no renovara su contrato en 1959, Van Doren luchó por encontrar trabajo como agente libre. Protagonizó muchas películas de cine B, como Voyage to the Planet of Prehistoric Women (1968), The Las Vegas Hillbillys (1966) con Jayne Mansfield y, sobre todo, 3 Nuts in Search of a Bolt (1964) con Tommy Noonan. Van Doren había rechazado previamente la oferta de Noonan para protagonizar Promises! Promises! (1963), y fue sustituida. Sin embargo, protagonizó Saxie Symbol en 3 Nuts in Search of a Bolt, que, según Van Doren, se inspiró en el éxito de Promises! Promises! Esta película desafiaba el Código Hays, y ese mismo año apareció en la revista Playboy de junio de 1964 con fotos de ella desnuda en el set de la película.
Van Doren viajó a Vietnam durante la guerra de Vietnam para entretener a las tropas en la década de 1970. Debido en parte a la muerte de sus amigas Jayne Mansfield y Marilyn Monroe, Van Doren decidió retirarse de la actuación. Le costó encontrar trabajo, ya que la imagen de blonde bombshell le resultaba embarazosa. En 1987, Van Doren publicó su autobiografía, Playing the Field: My Story. El 1 de febrero de 1994, Van Doren recibió su estrella en el paseo de la Fama de Hollywood. En 1998, Van Doren creó su sitio web en el que se describía a sí misma como "la primera gatita auténtica del ciberespacio". En su sitio web, posaba desnuda en fotos y vídeos, contaba historias y escribía muchas actualizaciones sobre su vida. Continuó con su sitio web hasta que cerró en la década de 2010. En 2022, Van Doren publicó su libro más reciente, China & Me, y recientemente ha empezado a escribir una tercera autobiografía, Secrets of the Goddess.

## Filmografía
| - Footlight Varieties (1951) - His Kind of Woman (1951) - Two Tickets to Broadway (1951) - Forbidden (1953) - The All American (1953) - Hawaiian Nights (1954) - Yankee Pasha (1954) - Francis Joins the WACS (1954) - Ain't Misbehavin' (1955) - The Second Greatest Sex (1955) - Running Wild (1955) - Star in the Dust (1956) - Untamed Youth (1957) - The Girl in Black Stockings (1957) - Jet Pilot (1957) - Teacher's Pet (1958) - High School Confidential (1958) - Born Reckless (1958) - Guns, Girls, and Gangsters (1959) - The Beat Generation (1959) - The Beautiful Legs of Sabrina (1959) | - The Big Operator (1959) - Girls Town (1959) - Vice Raid (1960) - College Confidential (1960) - Sex Kittens Go to College (1960) - The Private Lives of Adam and Eve (1960) - The Blonde from Buenos Aires (1961) - The Candidate (1964) - Freddy in the Wild West (1964) - 3 Nuts in Search of a Bolt (1964) - The Las Vegas Hillbillys (1966) - The Navy vs. the Night Monsters (1966) - You've Got to Be Smart (1967) - Voyage to the Planet of Prehistoric Women (1968) - The Arizona Kid (1970) - That Girl from Boston (1975) - Free Ride (1986) - The Vegas Connection (1999) - Slackers (2002) - The American Tetralogy (2012) |

## Discografía

### Albumnes
| Año  | Álbum                                                            | Formato   | Compañía discográfica |
| ---- | ---------------------------------------------------------------- | --------- | --------------------- |
| 1957 | Untamed Youth                                                    | EP        | Prep Records          |
| 1976 | Mamie – As in Mamie Van Doren                                    | LP        | Churchill Records     |
| 1986 | The Girl Who Invented Rock 'n' Roll                              | LP        | Rhino Records         |
| 1997 | The Girl Who Invented Rock 'n' Roll                              | CD        | Marginal Records      |
| 2011 | Still a Troublemaker                                             | CD/iTunes | Ferguson Records      |
| 2017 | Ooh Ba La Baby: Her Exciting Rock N' Roll Recordings (1956–1959) | CD        | Hoodoo Records        |

### Sencillos
| Año  | Álbum                                                                     | Formato    | Compañía discográfica |
| ---- | ------------------------------------------------------------------------- | ---------- | --------------------- |
| 1957 | Salamander/Go, Go, Calypso!                                               | 45 rpm     | Prep Records          |
|      | Something to Dream About/I Fell in Love                                   | 45 rpm     | Capitol Records       |
| 1958 | Nobody but You/A Lifetime of Love                                         | 45 rpm     | Dot Records           |
|      | Don't Fool Around, Sabrina (Be Mine, Be Mine, Be Mine)/Fashion for Ladies | 45 rpm     | RCA Records (Italy)   |
| 1959 | The Beat Generation/I'm Grateful                                          | 45 rpm     | Dot Records           |
| 1964 | Bikini with No Top on the Top (con June Wilkinson)/So What Else Is New    | 45 rpm     | Jubilee Records       |
| 1967 | Cabaret/The Boy Catcher's Theme                                           | 45 rpm     | Audio Fidelity        |
| 1984 | State of Turmoil                                                          | 12" Single | Corner Stone Records  |
| 1986 | Young Dudes/Queen of Pleasure                                             | 12" Single | Rhino Records         |